# Dictyophara distincta
Dictyophara distincta är en insektsart som beskrevs av Melichar 1912. Dictyophara distincta ingår i släktet Dictyophara och familjen Dictyopharidae. Inga underarter finns listade i Catalogue of Life.